# 俄力思軍民元帥府

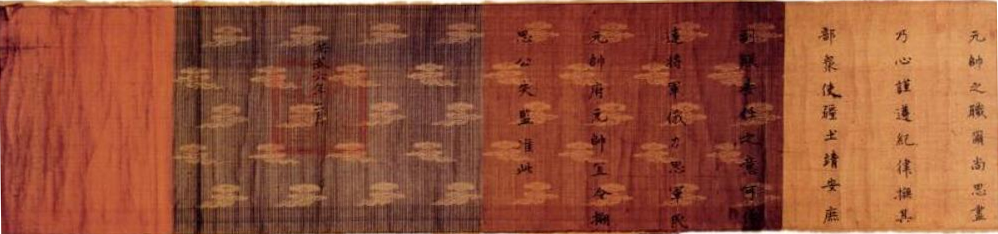
明太祖封搠思公失監為俄力思軍民元帥府元帥而下的詔諭

俄力思軍民元帥府為中国明朝朝廷於洪武八年（1375年）在今西藏自治区阿里地區所設置的羁縻機構，俄力思为阿里三围的音译，藏人也称为“麻域”。
洪武初年当地首领曾向明朝进贡，以当地首领为元帅，元帅袭位情况没有记载，明朝亦未在此处驻军。洪武十五年（1382年）后《明实录》就没有关于俄力思的记载了，表明不过是形同虚设的机构，而后就自然消亡了。而且当地的古格王朝于1420年左右被克什米尔沙阿王朝苏丹宰因·阿比丁入侵，明朝亦不知晓。
中国大陆谭其骧主编的《中国歷史地图集》因明朝记载的短暂朝贡记录，而将包括拉达克等地的青藏高原西部从始至终均划入明朝版图之内，被藏学家认为是对西藏一系列的历史修正主义行为之一。

### 书目
- [意] L·伯戴克 著 《The First Dynasty in the History of Ladakh》（拉达克王国：公元950—1842（二）——拉达克历史上的第一个王朝）
- 向紅笳：《歷史見證》